# Hilmar Olsen Frog
Hilmar Olsen Frog var en norsk bokser. Han vandt en guldmedalje i vægtklassen letvægt i NM 1912.